# Маниска
Маниска — река в России, протекает по Челябинской области. Устье реки находится в 23 км по правому берегу реки Нязя. Длина реки составляет 32 км. В 14 км от устья по левому берегу реки впадает река Большая Азавда.

## Данные водного реестра
По данным государственного водного реестра России относится к Камскому бассейновому округу, водохозяйственный участок реки — Уфа от Нязепетровского гидроузла до Павловского гидроузла, без реки Ай, речной подбассейн реки — Белая. Речной бассейн реки — Кама.
Код объекта в государственном водном реестре — 10010201112111100020414.